# Rivers of Nihil
Rivers of Nihil est un groupe américain de death metal technique originaire de Reading en Pennsylvanie, fondé en 2009.

## Historique
Rivers of Nihil est formé en 2009 par le guitariste Brody Uttley, le bassiste Adam Biggs et le chanteur Jake Dieffenbach.
En 2012, le groupe s'associe au label Metal Blade Records, et annonce un premier album produit par Erik Rutan. Cet album, The Conscious Seed Of Light, sort le 15 octobre 2013. Sa pochette et celle des albums suivants sont réalisées par Dan Seagrave.
Un deuxième album, Monarchy, sort le 21 août 2015, puis un troisième, Where Owls Know My Name, le 16 mars 2018.

## Membres

### Membres actuels
- Brody Uttley : guitare, claviers, programmation (depuis 2009)
- Adam Biggs : basse (depuis 2009), chœurs (2009-2022), chant (depuis 2022)
- Andy Thomas : guitare, chœurs (depuis 2023, membre live en 2022)
- Jared Klein : batterie, chœurs (depuis 2017)

### Anciens membres
- Jake Dieffenbach : chant (2009 - 2022)
- Jon Topore : guitare (2014 - 2022)
- Dylan Potts : batterie (2015 - 2017)
- Alan Balamut : batterie (2014 - 2016)
- Ron Nelson : batterie (2009 - 2014)
- Jon Kunz : guitare (2009 - 2014)

## Discographie

### Albums studio
- 2013 : The Conscious Seed of Light
- 2015 : Monarchy
- 2018 : Where Owls Know My Name
- 2021 : The Work
- 2025 : Rivers of Nihil

### EPs
- 2010 : Hierarchy
- 2011 : Temporality Unbound